# Spanyolország kultúrája
Spanyolország kultúráját a történelem folyamán különféle népek alakították, főleg az ibérek, kelták, baszkok, föníciaiak, karthágóiak, görögök, rómaiak, vizigótok, mórok, zsidók és romák. A vizigótok megőrizték az ókori római örökséget Spanyolországban a Római Birodalom bukása és a korai középkor között. A középkorban  az Omajjádok által meghódított területeken az iszlám befolyásolta az Ibériai-félszigetet, azonban ez a befolyás kevésbé épült bele a spanyol kultúrába. A spanyol kultúra a muszlimok érkezése előtt és után is erősen a római örökségen alapult, és a középkortól a társadalom kultúráját a fő vallás, a római katolicizmus befolyásolta nagyban. Az Újvilág felfedezése után a spanyol kultúra kiemelkedő szerepet játszott más területek – például Latin-Amerika kultúrájának – kialakításában is, Amerika gyarmatosítása révén.
Noha az ország közös kulturális örökséggel rendelkezik, regionális különbségek is felfedezhetők, amely vonatkozik a művészetekre, a hagyományokra, az irodalomra, a nyelvre, a zenére, a gasztronómiára is.

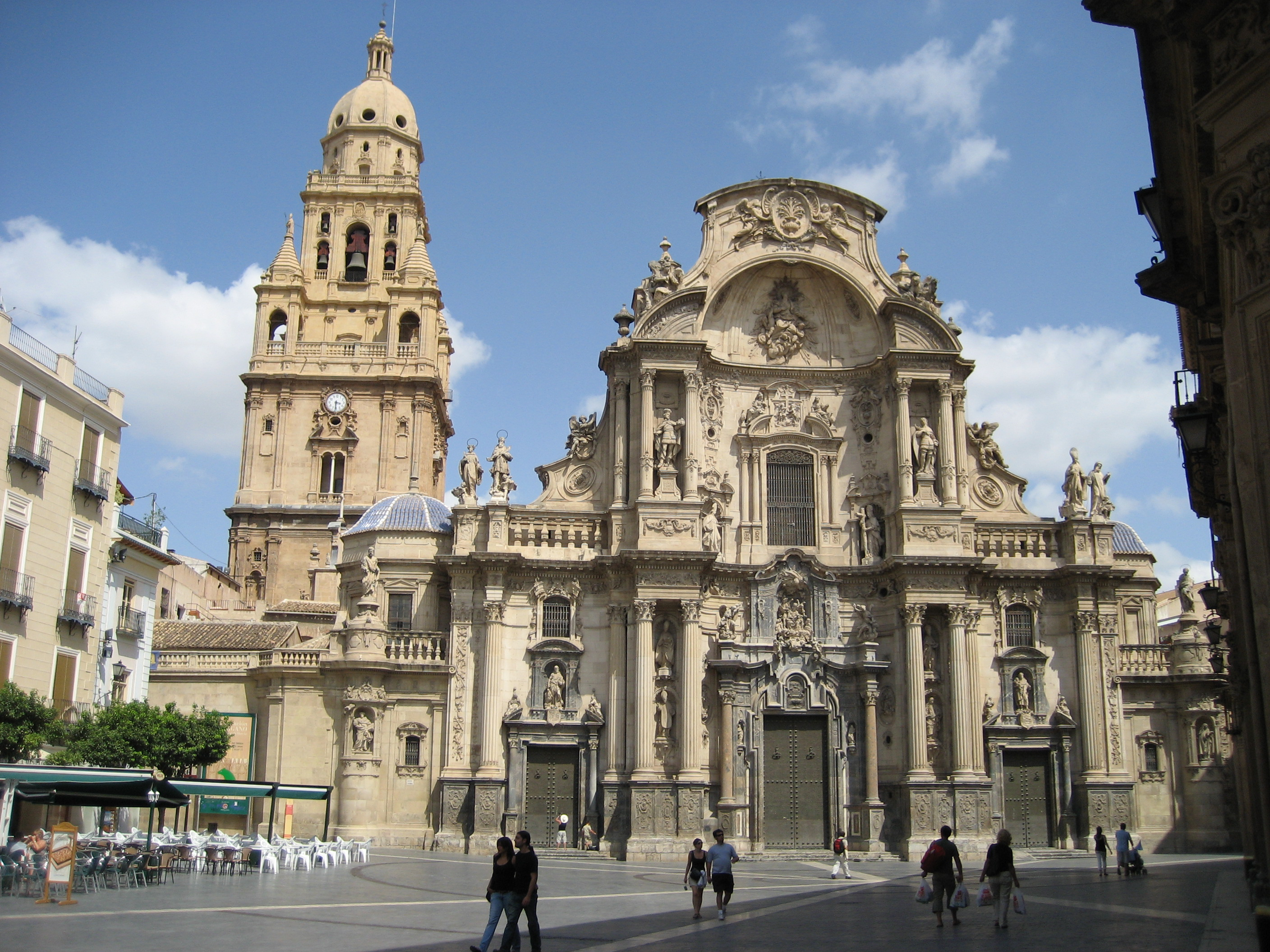
Murcia székesegyháza a spanyol barokk építészet egyik szép példája

## Oktatási rendszer
- Gyermekiskola (escuelas infantiles) 3-5 éveseknek.
- Ingyenes és kötelező oktatás az 5-16 éves korúak számára: általános iskola 5-12 éveseknek, középiskola 12-16 éveseknek.

| kötelező oktatás                                       | kor    | név      |
| ------------------------------------------------------ | ------ | -------- |
| általános iskola (Primaria) Educación Primaria         | 5-6    | 1. oszt. |
| általános iskola (Primaria) Educación Primaria         | 6-7    | 2. oszt. |
| általános iskola (Primaria) Educación Primaria         | 8-9    | 3. oszt. |
| általános iskola (Primaria) Educación Primaria         | 9-10   | 4. oszt. |
| általános iskola (Primaria) Educación Primaria         | 10-11  | 5. oszt. |
| általános iskola (Primaria) Educación Primaria         | 11-12  | 6. oszt. |
| középiskola (Secundaria) Educación Secundaria (E.S.O.) |        |          |
| 12-13                                                  | 1º ESO |          |
| 13-14                                                  | 2º ESO |          |
| 14-15                                                  | 3º ESO |          |
| 15-16                                                  | 4º ESO |          |

- Felsőfokú képzés (curso de formación profesional) 1 vagy 2 évig, bejutni az egyetemre a bachilleratus letételével lehet. Az egyetem 3 ciklusú: első ciklus (2,3 kurzus) diplomatura, második ciklus (még 2,3 kurzus) licenciatura; harmadik ciklus a doktorképző.

Az ország híres vagy ősi felsőoktatási intézményei (zárójelben az alapítás dátuma): Madridi Műszaki Főiskola (1971), Barcelonai Egyetem (1450), Granadai Egyetem (1526), Salamancai Egyetem (1218), Sevillai Egyetem (1502) és a Valenciai Egyetem (1500).
Tudományos intézmények: Real Académia Española.

## Kulturális intézmények

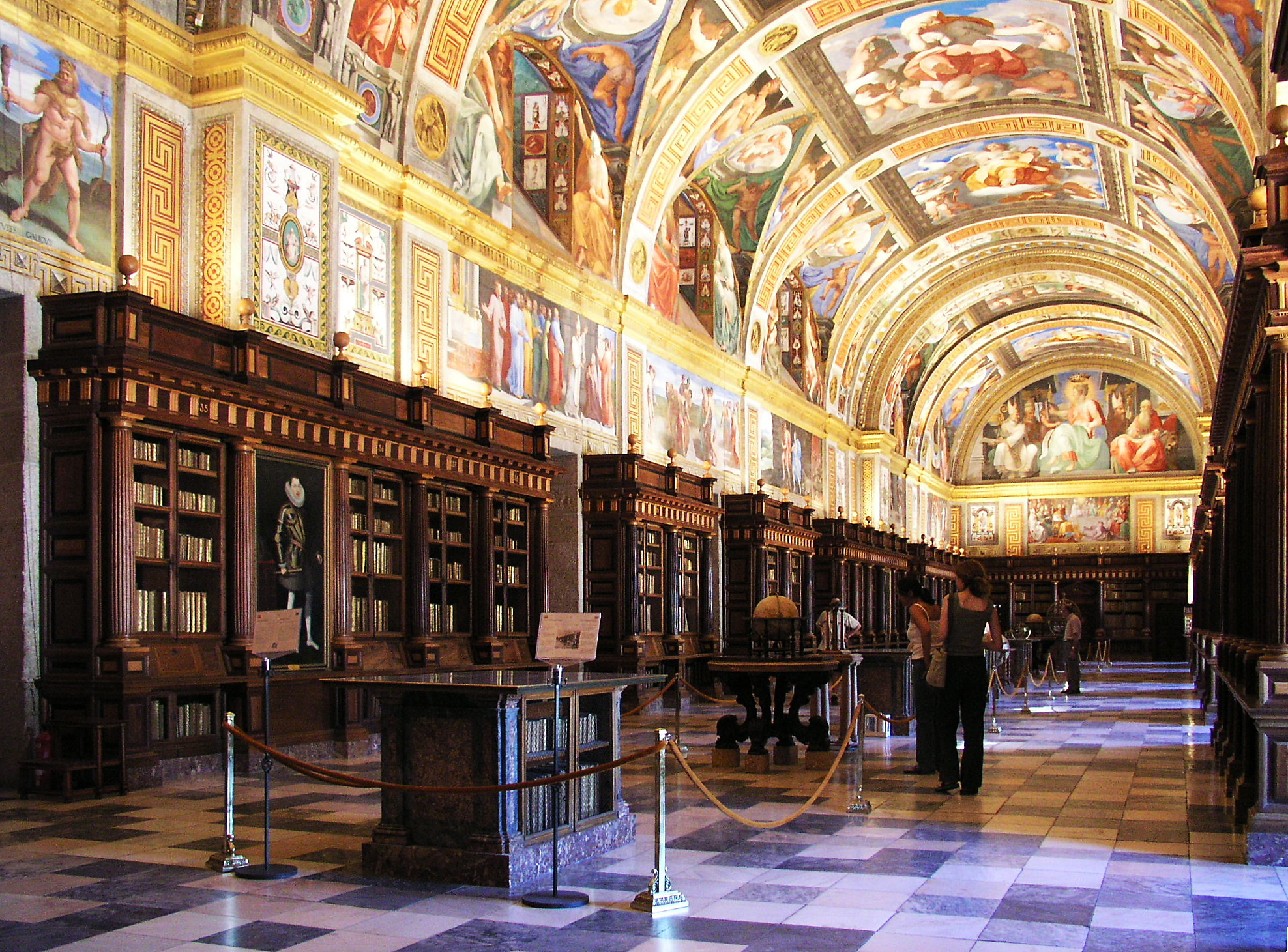
Az El Escorial könyvtára

#### Könyvtárak
- Spanyol Nemzeti Könyvtár (Biblioteca Nacional): 1712-ben, Madridban alapított intézmény, mely korábban királyi könyvtár volt, a legnagyobb az országban mintegy 4 milliós könyvgyűjteményével.
- A Madridi Királyi Palota könyvtára: 1760-ban alapított gyűjtemény, mely sok értékes 16. századi kéziratot és egyéb ritkaságot őriz.
- El Escorial könyvtára: ritka köteteiről híres gyűjtemény.
- A Toledói Katedrális archívuma és könyvtára: 3000, a 8-9. századból származó kézirata és több mint 10 000 darab 11. századi dokumentuma nevezetes.

#### Múzeumok
Főbb múzeumok az országban:

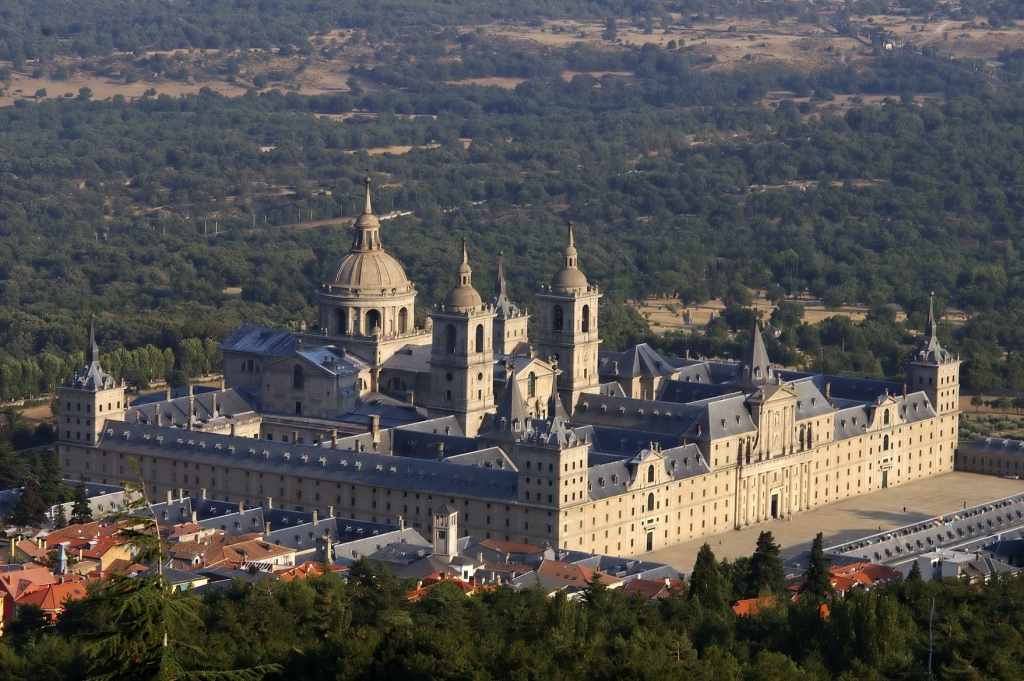
El Escorial kolostor, Madrid

- Prado (Madrid) : a világ legnagyobb művészeti kincsestára a Madridi Nemzeti Múzeum El Greco, Velázquez, Murillo, Goya, Botticelli, Tiziano, Rembrandt és más alkotók felbecsülhetetlen értékű műveivel. Az ország egyik leglátogatottabb múzeuma.[3]
- Szófia Királyné Kulturális Központ (Madrid): Nemzeti Múzeum, elsősorban 20. századi műveket mutat be, itt állították ki Picasso Guernicáját, J. Gris, Miró, Dalí festményeit, Julio González és Gargallo szobrait. A század második feléből Chillida és Tápies illetve még sok más művész alkotásait őrzi.
- Nemzeti Archeológiai Múzeum (Madrid): 1895-ben nyitotta meg kapuit, gazdag anyaga kelta, pun, görög, római, ókeresztény és vizigót archeológiai emlékeket, festményeket és szobrokat, középkori és modern iparművészeti kincseket, illetve éremgyűjteményt őriz.
- Hispán-Muszlim Művészet Nemzeti Múzeuma (Granada): 1962 óta működik az Alhambrában, a középkori iszlám kultúra értékeit mutatja be.
- Nemzeti Szobormúzeum (Valladolid): két épületben állították ki a 13-18. század illetve a 15-18. század értékes szobrait bemutató tárlatot. A szobrok mellett festmények is helyet kaptak a múzeumban.
- Nemzeti Iparművészeti Múzeum (Madrid): 19. századi épületben kapott helyet a kerámiákat, üvegtárgyakat, bőripari alkotásokat felvonultató, főleg 19-20. századi érdekességeket bemutató gyűjtemény.
- Természettudományi Nemzeti Múzeum (Madrid): 1752-ben VI.Ferdinánd alapította meg anyagát, mely geológiai, paleontológiai, zoológiai érdekességek, és ásványkiállítás. A legrégebbi fosszília 550 millió esztendős.
- Királyi Palota (Madrid): V. Fülöp megbízásra készült épület, kiállítása III.Károly lakosztályai, a kápolna, a Bourbon-termek, az értékes németalföldi gobelingyűjtemény, festménygyűjtemény, Királyi könyvtár, Fegyvertár és a kertben a királyi hintókat bemutató Kocsimúzeum.
- San Lorenzo de El Escorial-i királyi kolostor (Madrid): II. Fülöp a 16. században építtette az épületegyüttest, melynek látnivalói a templom, a Habsburg királyok panteonja, a királyi hercegek és hercegnők sírhelye, a sekrestye, a káptalantermek, a Régi Templom, a könyvtár, a Csaták terme, II. Fülöp magánlakosztályai és az Új Múzeum , mely képtárból és Építészeti Múzeumból áll.
- La Granja de San Ildefonso Királyi Palota (Segovia):
- Katalán Nemzeti Archeológiai Múzeum (Barcelona): 1990-ben alapított múzeum Barcelona, Gerona, illetve Empúrias, Olérdola és Ullastret romjainak gyűjteményéből. Görög, római, ókeresztény, hispán-vizigót emlékeket őriz.
- Archeológiai Múzeum (Sevilla): 1879-ben megalapított gyűjtemény, anyaga részt vett az 1929-ben tartott Iberoamerikai Kiállításon is. Érdekessége a mitikus Tartesszosz civilizációjának bemutatása.
- Szefárd Múzeum (Toledo): a 14. századi Sámuel Lévi zsinagógában kapott helyet a középkori szefárd hagyományokat és kincseket bemutató kollekció.
- Amerika Múzeum (Madrid): 1965-ben alakult meg az Újvilág tárgyait, művészeti alkotásait, hagyományait összegyűjtő kiállítás, a maja és inka kultúrát mutatja be.
- Katalónia Nemzeti Múzeuma (Barcelona): Az 1929-ben eredetileg a Világkiállításra épült palotában nyílt meg a katalán nemzeti örökséget ismertető hatalmas múzeum. Az épületben a művészeti, a modern művészeti gyűjtemények mellett numizmatikai kiállítás is látogatható. A román festészet és szobrászat egyik leggazdagabb gyűjteménye a világon.
- Szépművészeti Múzeum (Bilbao): 1905-ben bilbaói pénzemberek hozták létre két épületben. Egyik a klasszikus, másik a modern festészetet mutatja be. Olyan művészek képei kaptak itt helyet, mint El Greco, Ribera, Murillo, Zurbarán, Goya, Gauguin, Bacon, Tápies vagy a baszk Regoyos, Zuloaga, Arteta és Chillida.
- Szent Ferdinánd Királyi Művészeti Akadémia (Madrid): VI. Ferdinánd alapította művészeti gyűjtemény El Greco, Morales, Juan de Juanes, Ribera, Zurbarán, Murillo, Velázquez, Goya, Rubens festményeivel és freskóival, Pedro de Mena, Bennliure, Gargallo szobraival.
- Thyssen-Bornemisza Múzeum (Madrid): festészeti tárgyú gyűjtemény, mely a 14-20. század anyagát dolgozza fel. A Villahermosa-palotában kapott helyet a privát tulajdonú múzeum, mely 700 művész alkotásait tárja a látogatók elé. Ghirlandaio, Van Eyck, Dürer, Caravaggio, renoir, Degas, Cézanne, Gauguin, Van Gogh, Picasso, Juan Gris, Miró alkotásaiban gyönyörködhetnek.
- Thyssen-Bornemisza Gyűjtemény (Barcelona): a Santa Maria de Pedralbes kolostorában állították ki a madridi gyűjtemény 72 darabját, köztük Fra Angelico, Velázquez, Tiziano, Tiepolo és Rubens művét. 1992 óta működik a tárlat.
- Santa Cruz Múzeum (Toledo): 1961-ben került a tartományi archeológiai múzeum az épületbe, mely a félsziget hispán-római, vizigót, arab és mudéjar kultúráját illetve El Greco és Ribera műveit mutatja be a közönségnek.
- Művészeknek állított emlékmúzeumok: El Greco háza és múzeuma (Toledo), Salzillo-múzeum (Murcia) Sorolla-múzeum (Madrid), Zuloaga-múzeum (Zumaia, Guipuzcoa), Pablo Gargallo-múzeum (Zaragoza), Pablo Picasso-múzeum (Barcelona), Joan Miró Alapítvány (Barcelona), Pilar és Joan Miró Alapítvány (Palma de Mallorca), Dalí Színházmúzeum (Figueras), Antoni Tápies Alapítvány (Barcelona).

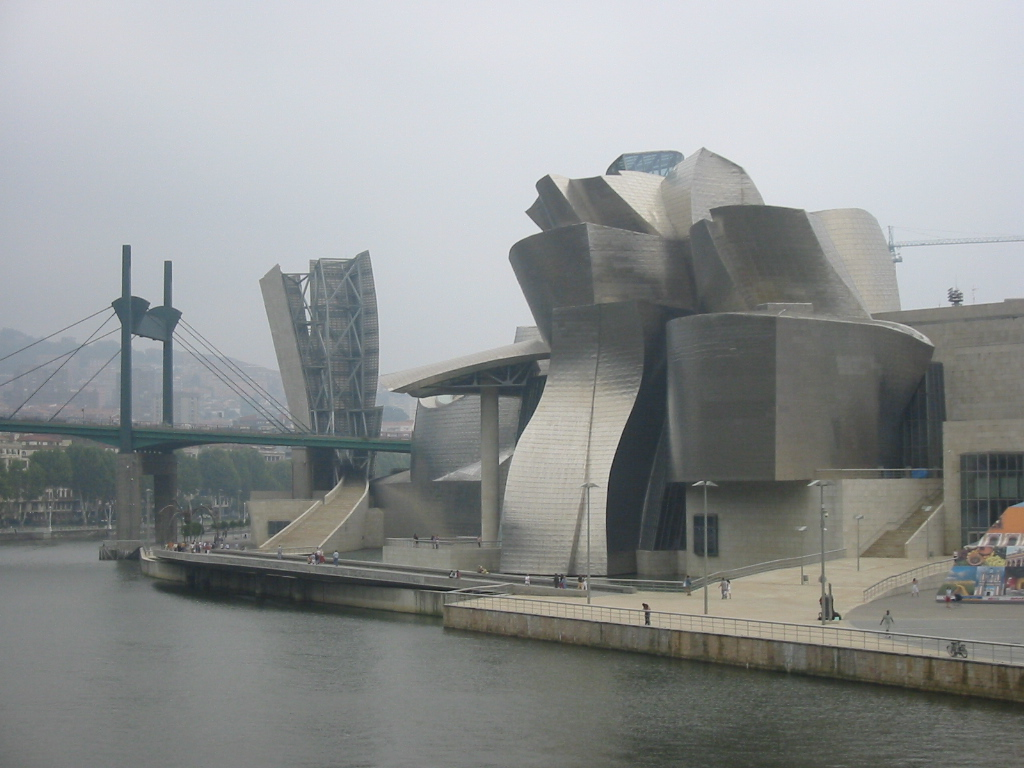
Bilbao, Guggenheim Múzeum
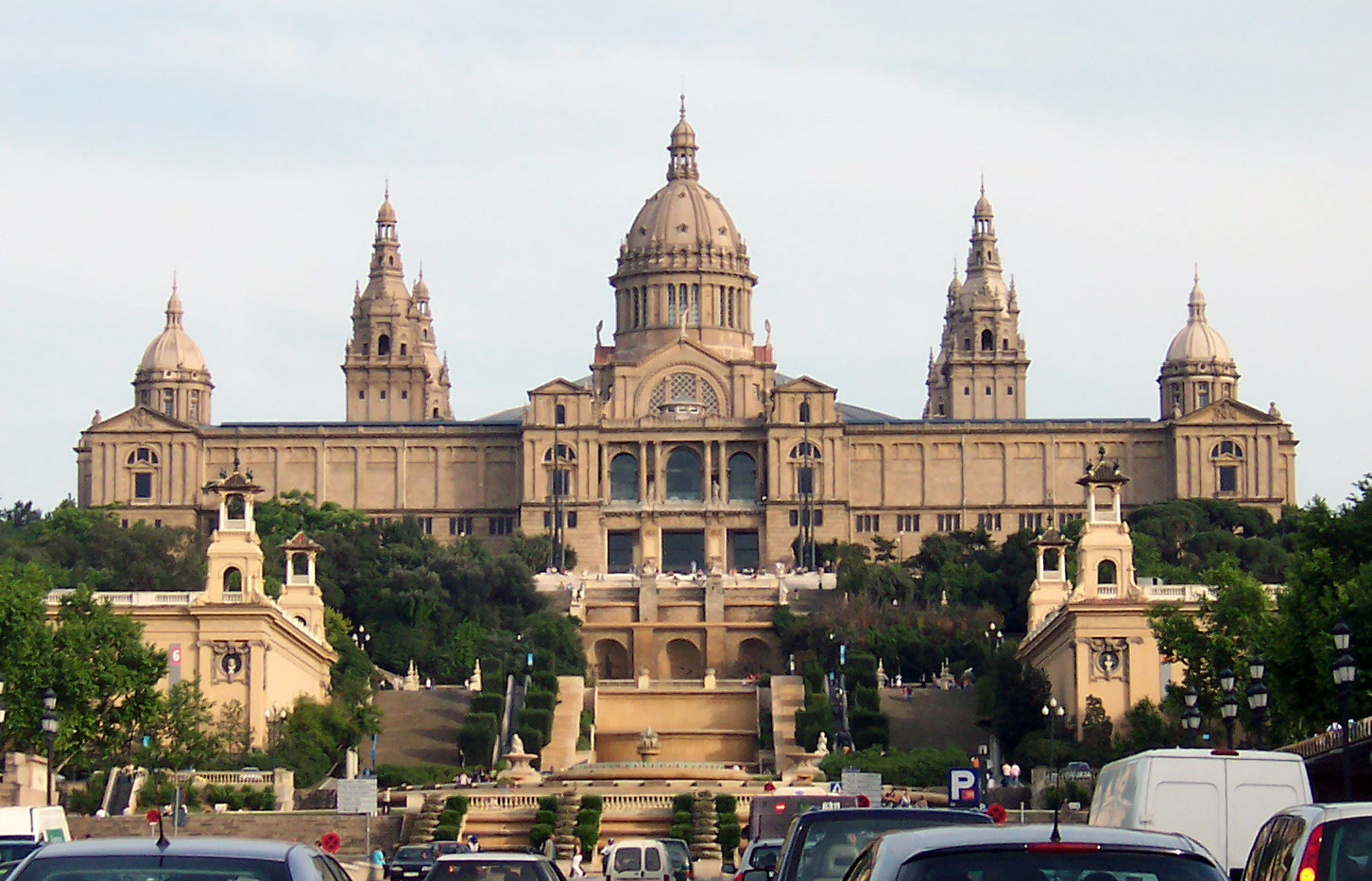
Barcelona, Katalán Nemzeti Múzeum
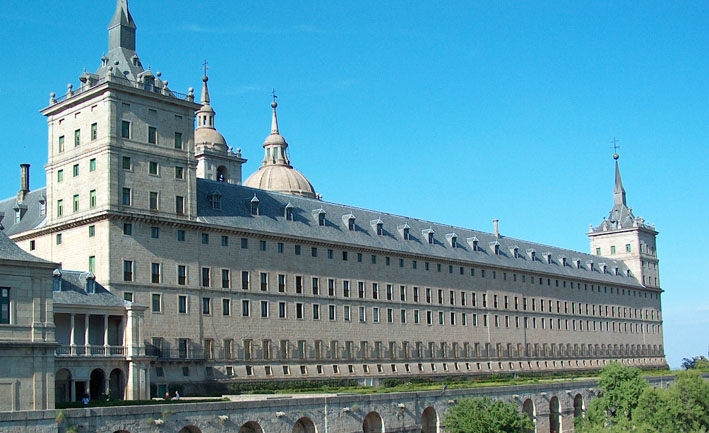
El Escorial királyi kolostor
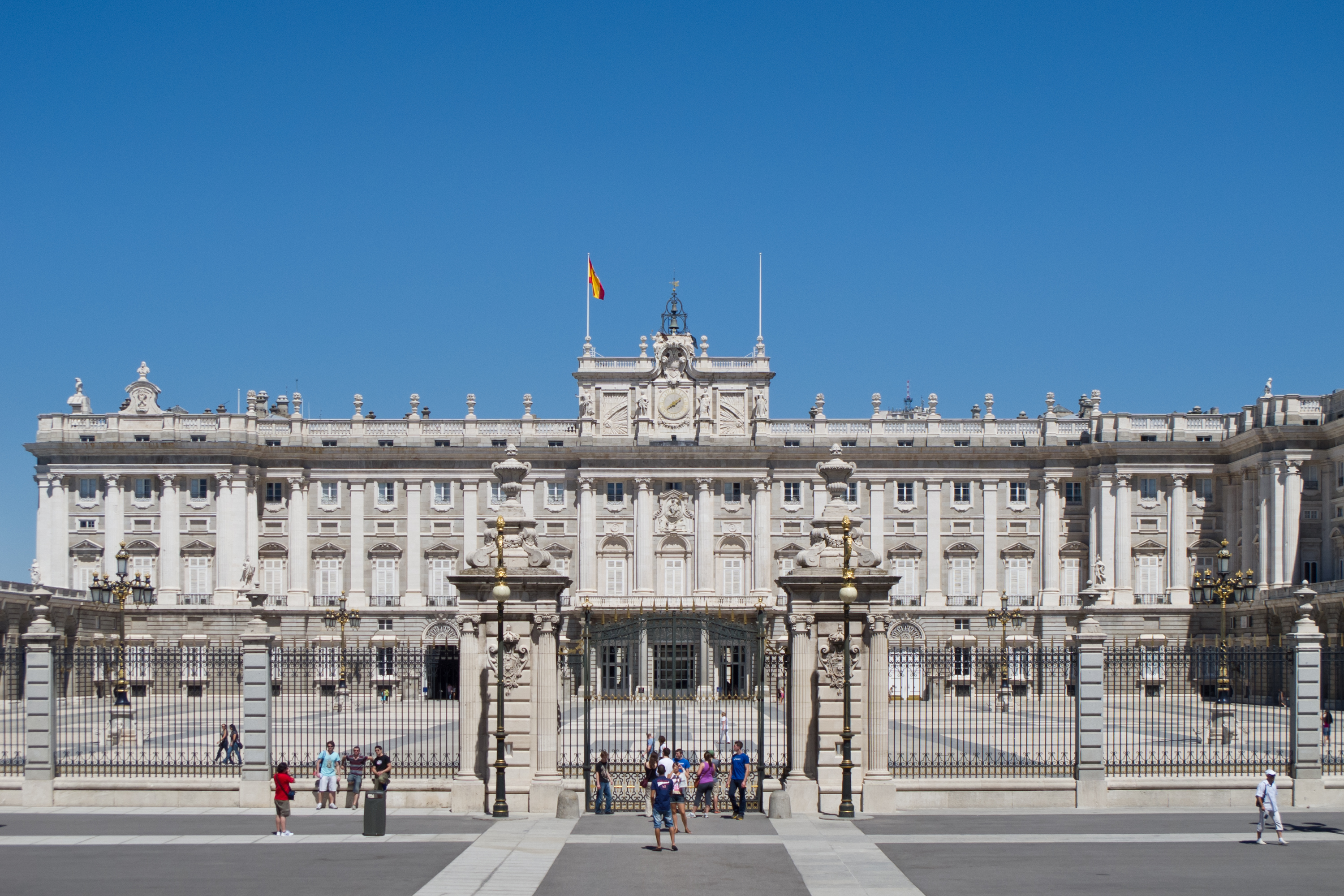
Madrid, Királyi palota
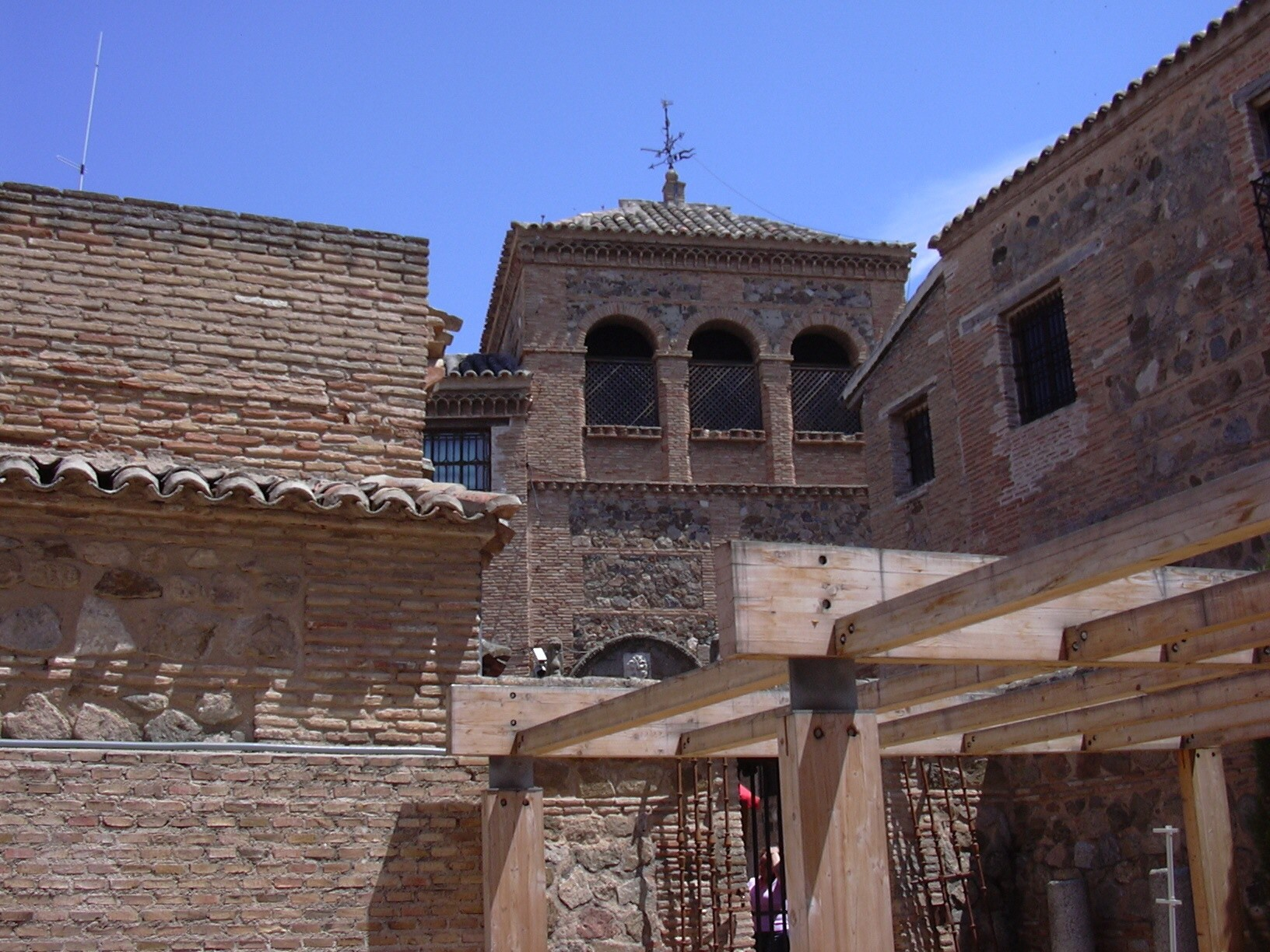
Toledo, El Greco háza
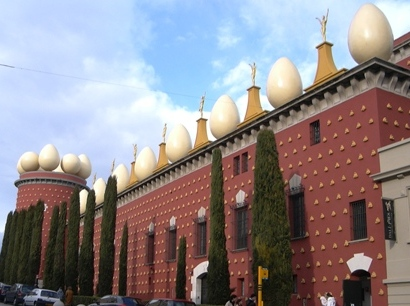
Figueras, Salvador Dalí Színházmúzeum

## Kulturális világörökség

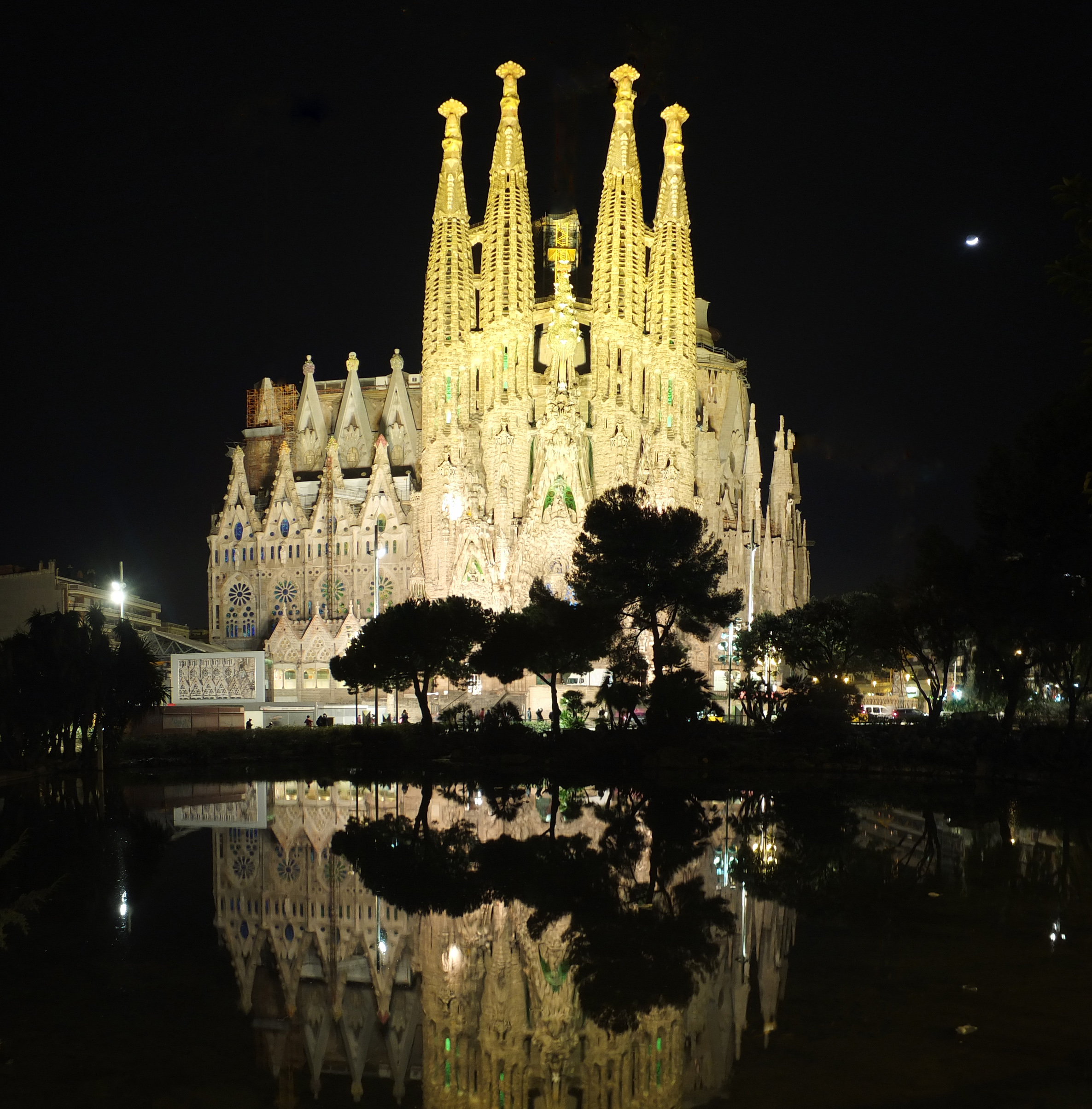
Antoni Gaudí: Sagrada familia

Spanyolország gazdag hagyományai tükröződnek abban is, hogy az UNESCO igen sok épített helyszínt nyilvánított világörökséggé, Olaszország és Kína után az ország a legtöbb helyszínnel rendelkezik.

## Művészetek
A spanyol művészet fontos szerepet játszott a nyugati művészetben, és Spanyolországban számos híres és befolyásos művész élt, köztük Velázquez, Goya és Picasso. A spanyol művészetet – különösen a barokk és a neoklasszicista időszakban – Itália és Franciaország befolyásolta, ám a spanyol művészetnek gyakran nagyon megkülönböztető jellemzői voltak, amit részben a spanyolországi mór örökség (különösen Andalúziában), valamint a spanyol politikai és kulturális éghajlati viszonyok magyaráztak.
A középkorban Spanyolország azon részei, amelyek keresztények maradtak, vagy amelyeket újra meghódítottak, kiemelkedőek voltak a pre-román és a román stílusban, különösen Katalóniában. A késő gótikus spanyol művészet az egységes monarchia alatt virágzott kasztíliai gótikus és platareszk stílusban. 
A spanyol aranykor (Siglo de Oro), a spanyol művészet és az irodalom virágzásának ideje egybeesett a spanyolországi Habsburg-dinasztia és a Spanyol Birodalom felemelkedésével. A Habsburgok, mind Spanyolországban, mind a Habsburg Birodalomban, országaik nagy művészeti védőszentjei voltak. Amerika felfedezése után az onnan áradó arany következtében hatalmas kiadásokat fektettek a spanyol építészetbe és más művészetekbe, ezek nagy része az ellenreformáció vallási művészeteire irányult. A spanyol barokk építészet többnyire máig fennmaradt. A Habsburg-ház hanyatlása véget vetett a virágzásnak, és a spanyol művészet a 18. és 19. század elején általában már kevésbé volt érdekes, Francisco Goya művészetének kivételével. A 19. századi spanyol művészet általában konzervatív ütemben követte az európai tendenciákat, egészen a modernizmus katalán mozgalmáig, amely eredetileg inkább a szecesszió egyik formája volt. Picasso uralta a spanyol modernizmust, de kiemelhető nagy művészek voltak még Juan Gris, Salvador Dalí és Joan Miró is.

### Építészet
A spanyol építészetre a történelmi és földrajzi sokféleség jellemző. 
Jellegzetesen spanyol földön kialakult építészeti, művészeti irányzatok: a mozarab stílus, a mudéjar és a neomudéjar, a platereszk stílus.

### Képzőművészetek
A legnevesebb spanyol festők, szobrászok: 
- Diego Velázquez (1599–1660) andalúz festő,
- El Greco (Domenikosz Theotokopulosz) (1541–1614) görög származású festőművész,
- Francisco Goya (1746–1828), a romantika meghatározó festőalakja,
- Ignacio Zuloaga (1870–1945) baszk képzőművész,
- Juan Gris (1887–1927) a kubizmus képviselője,
- Pablo Picasso (1881–1973) igen termékeny andalúz festő,
- Joan Miró (1893–1983) katalán szürrealista festő,
- Salvador Dalí (1904–1989) festő, szobrász, ékszerkészítő, a „szürrealizmus atyjaként” ismert.

### Irodalom

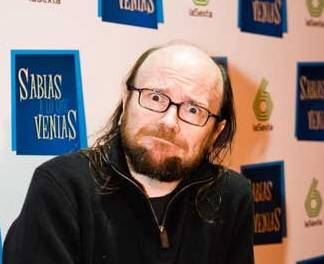
Santiago Segura színész-rendező

### Filmművészet
Az első spanyol film 1897-ben készült (Riña en un café), az első hangosfilm 1932-ben. 
A közelmúltban a spanyol mozi magas szintű elismerést ért el kreatív és technikai kiválóságának köszönhetően. A spanyol filmművészet hosszú története során elsőként Luis Buñuel (1900–1983) érte el a nemzetközi sikert, majd az 1980-as évektől Pedro Almodóvar (1949–) követte. További neves rendezők: Segundo de Chomón, Florián Rey, Luis García Berlanga, Carlos Saura, Julio Medem és Alejandro Amenábar.
A közelmúlt nemzetközileg kiemelkedő filmjei:
- 2004: A belső tenger
- 2005: Torrente 3.
- 2006:  Volver (Visszatérés)[7]
- 2008:	Los crímenes de Oxford (The Oxford Murders / Az oxfordi gyilkosok)[8]
- 2009:	Agora
- 2010: Tres metros sobre el cielo	(A felhők fölött 3 méterrel)[9]
- 2011: Torrente 4.
- 2012: A lehetetlen
- 2013: Halálos iramban 6.
- 2014:	Ocho apellidos vascos (Spanyol affér)[10]
- 2015: Ocho apellidos catalanes (Spanyol affér 2)
- 2016:	Váratlan jóbarát
- 2017: Tad, az utolsó felfedező
- 2018: Campeones (Bajnokok)[11]

### Tánc, zene

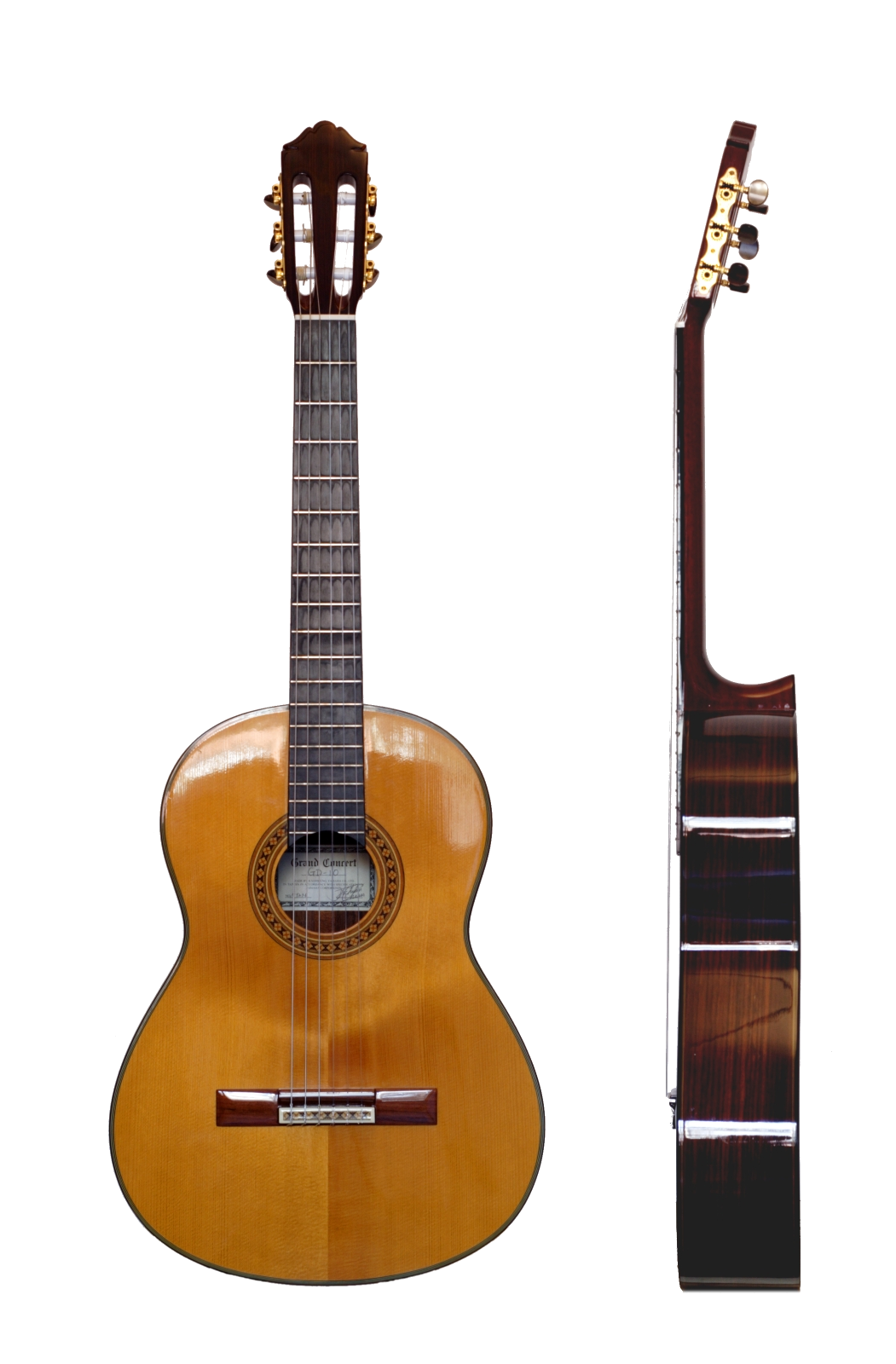
Klasszikus (spanyol) gitár

Spanyolország zenéjének hosszú története van. Fontos szerepet játszott a nyugati zene fejlődésében, és nagymértékben befolyásolta a latin-amerikai zenét. A spanyol zenét gyakran társítják olyan hagyományos stílusokkal és hangszerekkel, mint a flamenco vagy a klasszikus gitár. Noha ezek jellemzőek, a régiókban sok különféle hagyományos zenei és táncstílus létezik. Például az északnyugati régiók zenéje nagymértékben függ a dudától, a jota széles körben elterjedt az ország közepén és északi részén, a flamenco pedig délről származik.

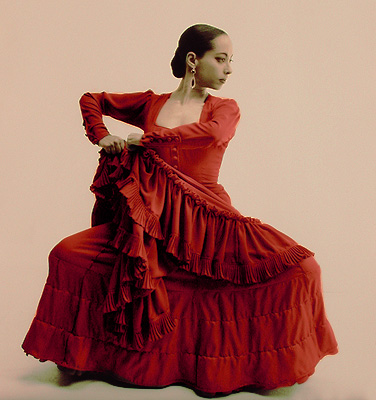
Belén Maya, flamenco táncos

A spanyol zene kiemelkedő szerepet játszott a klasszikus nyugati komolyzene korai fejlődésében is, a 15. és a 17. század elején.
A zenei innováció szélessége látható olyan zeneszerzőkben, mint Tomás Luis de Victoria, olyan stílusokban, mint a spanyol opera zarzuela-ja, a Manuel de Falla balettje és a Francisco Tárrega klasszikus gitárzenéje.
A tánc és a zene a spanyol folklór legismertebb elemei, vidékenként eltérő ritmusok, dallamok terjedtek el. Kedvelt spanyol népi táncok: 
- a kasztíliai charrada és rueda,
- a galíciai munyeira és alborada,
- az andalúziai flamenco, fandango, sequidilla, sevillana, bolero és zapateado,
- a katalán sardanya,
- az aragóniai jota,
- az asztúriai danza prima és giraldilla,
- a baszk aurresku harci tánc, a ezpata dantza kardtánc és a zorziko.

A spanyolországi zeneművészet kiválóságai: Manuel de Falla (1867–1946) zeneszerző, Pablo Casals (1876–1973) katalán csellóművész, Fernando Sorr gitárművész, Andrés Segovia (1893–1987) gitárművész, Carlos Montoya (1903–1993) gitárművész, Paco de Lucía (1947–) gitárművész. Az operaszínpad világhírű előadói: Plácido Domingo (1941–), José Carreras (1946–) és Montserrat Caballé (1933–).

#### Modern zene
A legkorábbi spanyol popzene a francia pop utánzata volt, amely pedig akkoriban maga az amerikai és brit pop és rock utánzata. 
Az 1960-as és az 1970-es évek elejétől a turizmus virágzott, még több zenei stílust hozva a kontinens többi részéről és a tengerentúlról. Miután az európai-amerikai trendek népszerűsödtek, a kortárs spanyol pop elkezdte saját zenéjének kifejlesztését, amely magában foglalta az összes népszerű műfajt, az elektronikától és az Euro disco-tól kezdve a blues, rock, punk, reggae, hip-hop és más stílusokig. Az olyan művészek, mint például Julio Iglesias, Enrique Iglesias és Alejandro Sanz nemzetközileg is sikeresek lettek, sok millió albumot értékesítettek világszerte, és nagy zenei díjakat nyertek, például a Grammy-díjat. Mivel Spanyolországban és Latin-Amerika legnagyobb részében spanyolul beszélnek, mindkét régió zenéje képes volt hatni egymásra.

## Hagyományok

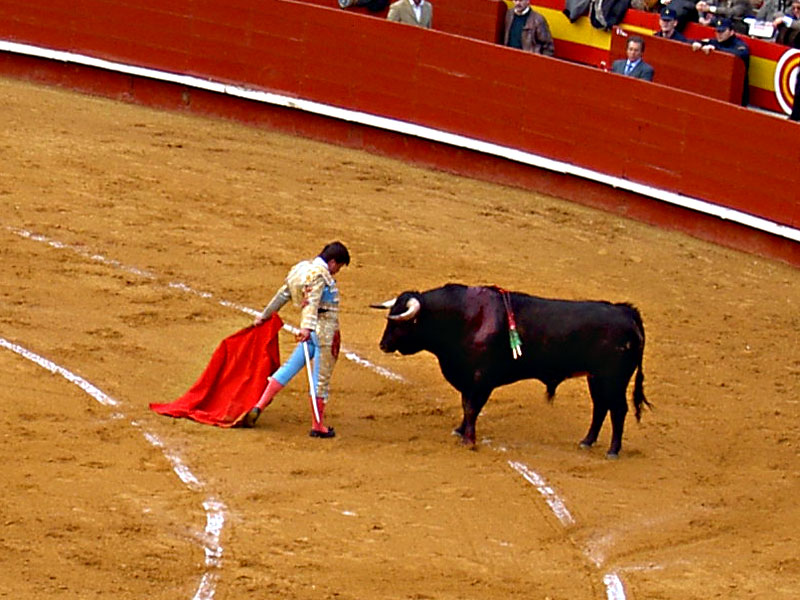
Bikaviadal.
A torero Jesús Montoya, a bika a 700 kg-os Enriqueto

Az ország mindennapi életében nagy szerepet játszanak a színpompás népi ünnepek (fiesta), a vallási eredetű romériák (zarándokutak), a helyi látványos több napos vigasságok. Minden városnak megvan a maga szentje, és annak az adott szent napjának ünnepe, azaz a fiesta mayor. Az egyik legszínesebb spanyol népünnepély a feria, azaz országos vásár, melyet minden évben, minden fontos helyen megrendeznek.
Spanyolország legnevezetesebb tradíciója a bikaviadal (corrida de toros). Az országban több mint 300 aréna szolgálja a véleményeket megosztó „nemzeti sportot” vagy a tüntetők és környezetvédők szerint „véres mészárlást”. Az újságokban a sportrovatokban szerepel. Az ország első nagy arénája Madridban épült 1749-ben. A hagyomány változó megítélését jelzi, hogy Katalóniában (gyakorlatilag Barcelonában) az autonóm parlament 2012. január 1-jétől a bikaviadalokat betiltotta.
Elterjedt népi labdajáték a Baszkföldről származó pelota , amelyet ma már az ország más területein is szívesen játszanak, és a fallabdához hasonlítható.

## Vallás
Vallási megoszlás (2019-es CIS felmérés)
2016-os felmérés alapján a spanyolok többsége, körülbelül 68%-a vallotta magát római katolikusnak; 2%-uk egy másik vallással azonosult és kb. 27% -uk nem vallásosnak mondta magát.
Noha a katolicizmus továbbra is a legnagyobb vallás Spanyolországban, a legtöbb spanyol – és különösen a fiatalabb nemzedék – úgy dönt, hogy nem követi a katolikus tanításokat vallási, erkölcsi vagy szexualitási szempontból, és nem vesz részt rendszeresen a misén. A vallástalanság növekszik, beleértve az agnoszticizmust és az ateizmust, az általános európai szekularizációval összhangban egyre inkább társadalmi presztízst élvez.
| Spanyolország vallási megoszlásának változása 1998 óta a lakosság %-ban: |
| ------------------------------------------------------------------------ |

## Nyelv
Az országban összesen öt különböző nyelvet (illetve ezek nyelvjárásait), valamint két dialektust beszélnek. A hivatalos államnyelv, amelyet mindenki beszél, a kasztíliai spanyol.

A spanyol nyelv elterjedtsége a 21. században

### Spanyol
A „spanyol” vagy a „kasztíliai” (castellano) egy újlatin nyelv, mely eredetileg Spanyolország központi területéről származik. Innen fokozatosan elterjedt a Kasztíliai Királyság területén és végül az állam és a kereskedelem fő nyelvévé vált. Később Afrikában, Amerikába és a Fülöp-szigeteken is elterjedt, ahol az spanyol gyarmati uralom alá került a 15. és 19. század között.
Ma Spanyolország, a legtöbb latin-amerikai ország és az Egyenlítői-Guinea hivatalos nyelveinek egyike. Összesen 21 nemzet használja a spanyolt elsődleges nyelvként. Az ENSZ hat hivatalos nyelvének is egyike.

### Katalán
A „katalán” az újlatin nyelvek csoportjába tartozik, Andorrának nemzeti nyelve, valamint a hivatalos nyelv a Baleár-szigeteken, Katalónia és a Valencia-i autonóm közösségeiben, valamint Alghero városában, Szardínia olasz szigetén.

### Baszk
A baszk nyelvet Baszkföldön beszélik, amely a Pireneusok legnyugatibb részén Spanyolország északi részéről átterjed Franciaország délnyugati, szomszédos részeire. Ismeretlen eredetű nyelv, amely egyetlen jelenleg élő nyelvvel sem áll rokonságban.

### Galiciai
A galiciai vagy galego nyelv újlatin nyelv amelyet Spanyolország északnyugati részén, Galicia autonóm közösségében beszélnek.

### Aráni
Az aráni nyelv vagy dialektus az újlatin nyelvek okcitán csoportjába tartozik, amelyet a Pireneusokban, az Aran-völgyben beszélnek.

## Sport

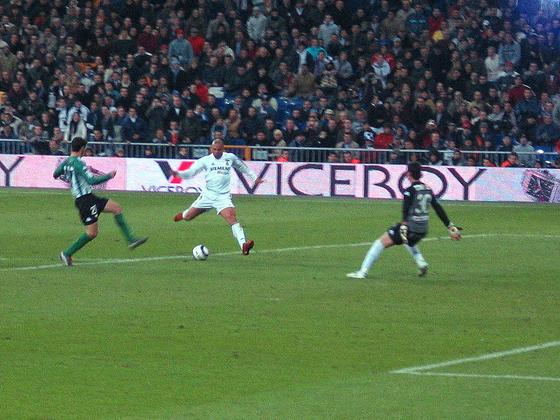
Real Madrid vs. Real Betis

Spanyolország 2012-ben a tizennegyedik ország a nagy sportnemzetek világranglistáján, amely több mint 50 sportágon alapul. Az országban a leggyakoribb sport a torna, amelyet a CSD a sportszokások 2010. évi  felmérése alapján a sportolók 34,6%-a gyakorol. Ez után jön a futball (24,6%), az úszás (22,9%) és a kerékpározás (19,8%).
Spanyolország nagy labdarúgó nemzet. Kiemelkedő csapatok közé tartozik a Real Madrid, az Atlético Madrid, az FC Barcelona, a Valencia CF és az Athletic Bilbao. A spanyol labdarúgó-válogatott 2010-ben világbajnok volt és eddig 3 alkalommal megnyerte (1964, 2008, 2012) az Európa-bajnokságot.
Egyéb népszerű sporttevékenységek közé tartozik a kosárlabda, tenisz, kézilabda, judo, Formula–1, motorozás, a vízisportok, a golf és a bikaviadal. Az ország számos nemzetközi rendezvénynek is otthont adott, így az 1992-es barcelonai nyári olimpiának és az 1982-es FIFA világkupának. A teniszcsapat hatszor (2000, 2005, 2008, 2009, 2011, 2019) nyerte meg a Davis-kupát, a kosárlabdacsapat is több skert aratott, megnyerte a 2006. évi kosárlabda világbajnokságot, a 2009-es és 2011-es Európa-bajnokságot. Fernando Alonso 2005-ben és 2006-ban Formula–1 bajnok volt.

## Gasztronómia
A spanyol konyha jelentős része a római, zsidó és andalúz hagyományokból származik. A mórok az évszázadok során erőteljes befolyást gyakoroltak a spanyol konyhára. Ennek ellenére a sertéshús népszerű, és a sertéshús evés a kereszténységhez tartozás vagy a "vér tisztaságának" (limpieza de sangre) kinyilvánítása volt is, mivel a zsidók és a muszlimok nem ették. Spanyolországon keresztül Amerikából számos új étel került Európába, és egy mai spanyol szakács nem tud meglenni burgonya, paradicsom, paprika és bab nélkül.
A spanyol konyha alapvető alkotóeleme az olívaolaj, mivel Spanyolország a világ olajbogyóinak mintegy 44%-át termeli. A vaj vagy a zsír szintén fontos, különösen északon. 
Az Ibériai-félsziget déli részén terem a zöld olívabogyó, ezt használják koktélokhoz, hideg és meleg ételekhez egyaránt.
Leveseik a hideg gazpacho és a meleg, húsos cocido, a két levesfajtát sokféleképpen készítik. Spanyolország legismertebb étele a paella a sáfránnyal sárgára színezett jó minőségű rizs, ehhez különféle zöldséget, halat, rákot, kagylót és húst adnak. A paellának ugyancsak sok változata kedvelt, közismert a valenciai paella.
Húsételek közül birkát, bárányt, marhát, borjút, sertéshúst, csirkét fogyasztanak. Speciális spanyol étel a bikaviadalokon elhullott állatból feldolgozott bikahús.
Salátából elterjedt a zöldsaláta, a paprika, a paradicsom, az uborka, a rizs, a karfiol, és a gyümölcsök felhasználásával készített saláták. Desszertként gyümölcs, gyümölcssaláta, puding, fagylalt kerül az asztalra.
Bárokban kóstolható meg a sörkorcsolyaként készített ún. tapas, amelyet italok mellé szervíroznak.

### Italok
A spanyoloknál a bor a nemzeti ital, de kisebb mértékben sörfogyasztó nép is.
Boraik közt főleg könnyű száraz, némileg fanyar ízhatásúakat találunk. Az országban számos borrégió található, amelyek széles skáláját fedik le a minőségeknek és tulajdonságoknak. A borok többsége vörös, a leggyakoribb szőlőfajta a Tempranillo, és általában az étkezést vagy a tipikus tapasokat kíséri. Spanyolország déli részén jellemzők a likőrborok, például a sherry és amanzanilla. 
A sherry (a spanyoloknál: jerez) a tokaji borok ízvilágára emlékeztet édes és száraz változattal. Speciális spanyol alkoholtartalmú ital a bólészerű sangria, melyet gyümölcsökkel, fanyar vörösborral készítik, bolondítottabb fajtája a pezsgős sangria (sangria especial).

### Ebéd
Az ebéd (el almuerzo vagy egyszerűen la comida) a Spanyolországban zajló nagy délutáni étkezés, de az ország egyes régióiban az almuerzo szó ebéd helyett a délelőtti snackre utal.
Több fogást tartalmaz, különösen az éttermekben. Általában 14:00 körül kezdődik, és körülbelül 15: 30-ig fejeződik be. Többnyire egy sobremesa, azaz asztali beszélgetés követi. Az étkezésnek a tartalma általában leves, saláta, hús vagy halétel és desszert, például gyümölcs, joghurt vagy valami édesség.
A legtöbb vállalkozás két vagy akár három órára is leáll ebédszünetre, majd folytatják a munkanapot estig.
A közelmúltban a spanyol kormány próbálta az ebédszünet lerövidítését annak érdekében, hogy a munkanapot korábban befejezzék.

### Általános jellemzők
A spanyolok korán reggeliznek, nem túl bőségesen, viszont az ebéd és a vacsora – főleg nyáron – későbbi órákban zajlik.
Mint sok országban igaz, Spanyolország konyhája régiónként különbözik, de mindegyik régió rendelkezik bizonyos közös jellemzőkkel, ezek:
- Az olívaolaj főzési alkotóelemként történő felhasználása nagy mértékben. Nyersen is felhasználják.
- A fokhagyma és a hagyma fő alapanyagként való felhasználása.
- Saláta fogyasztása, főleg nyáron.
- Gyümölcs vagy tejtermék fogyasztása desszertként.
- A spanyolok bort isznak étkezés közben.

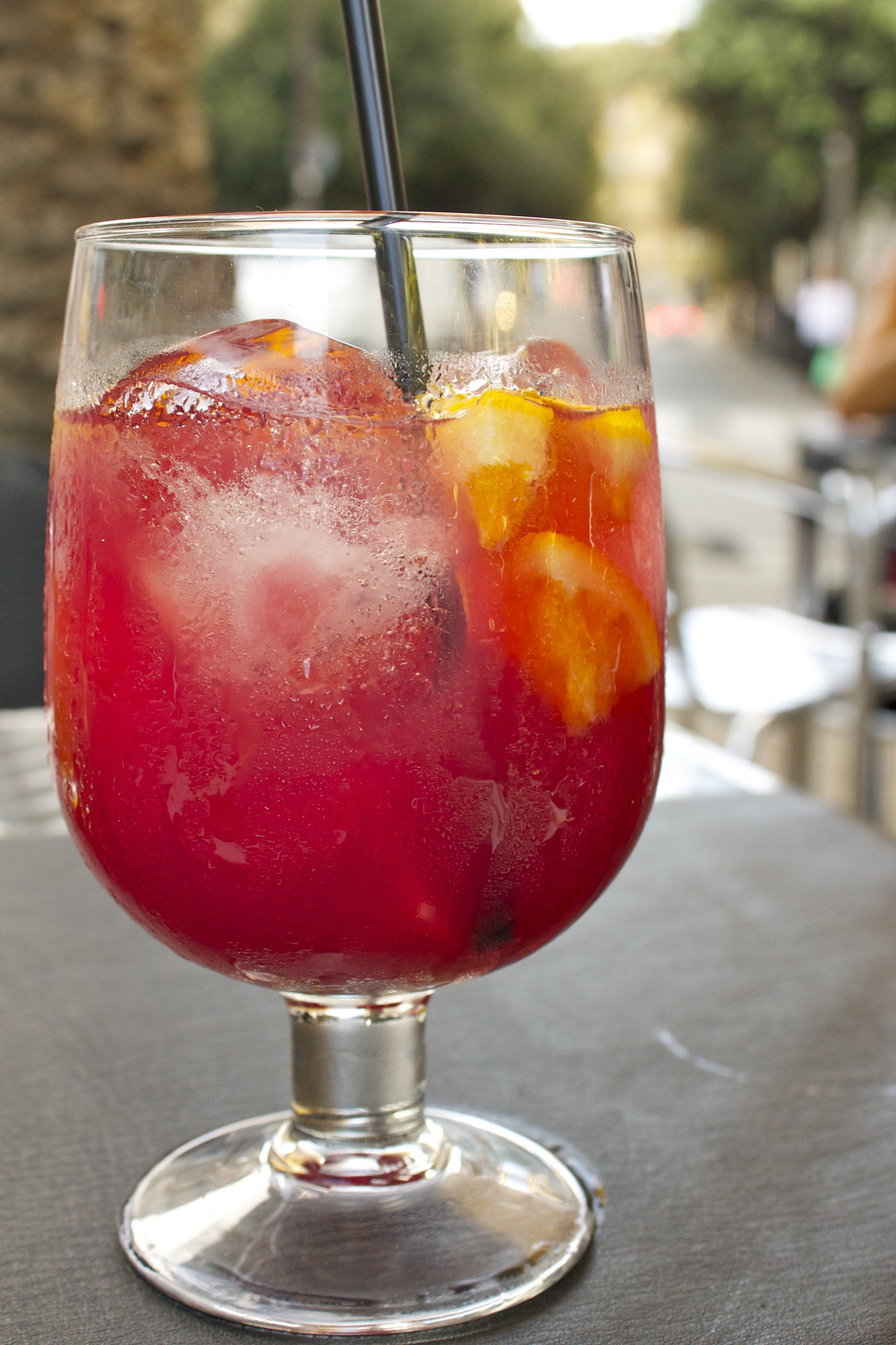
Eg pohár sangría
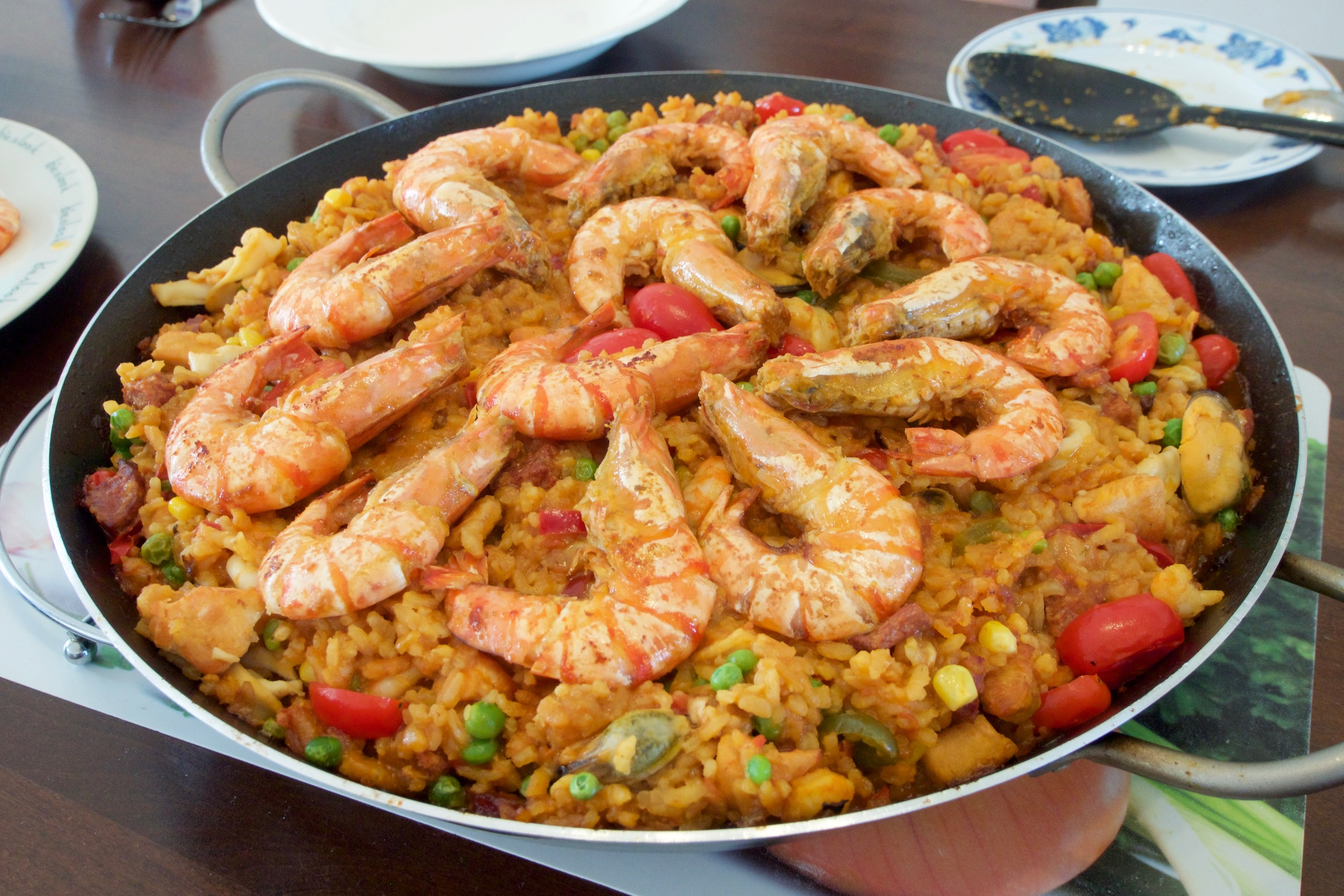
Paella
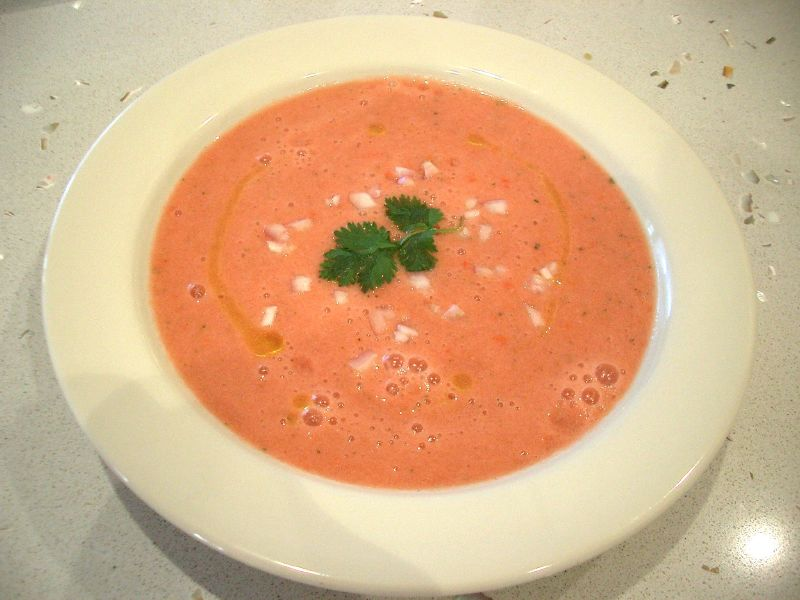
Gazpacho
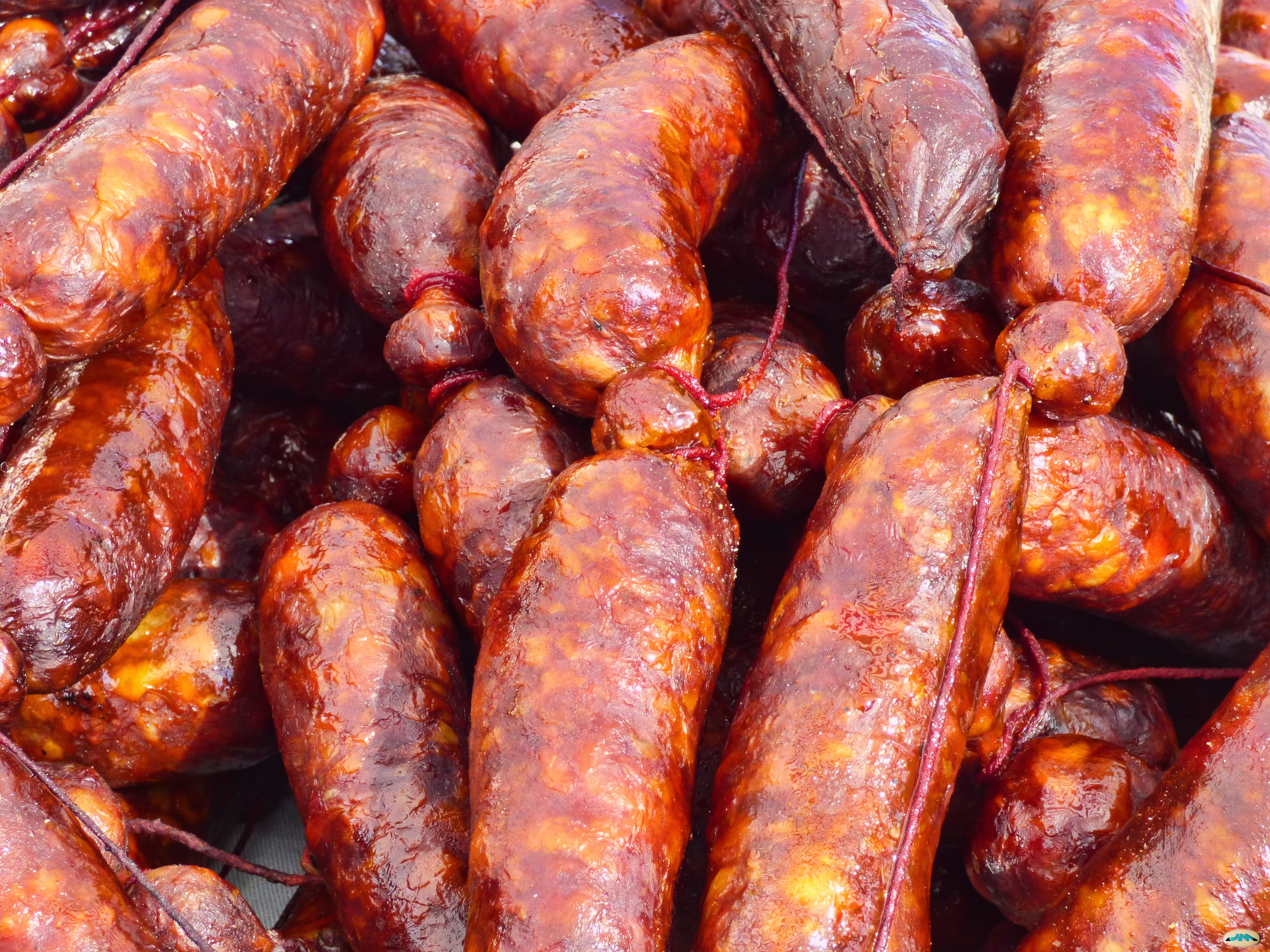
Chorizo, az asztúriai konyha egyik jellegzetes kolbászterméke
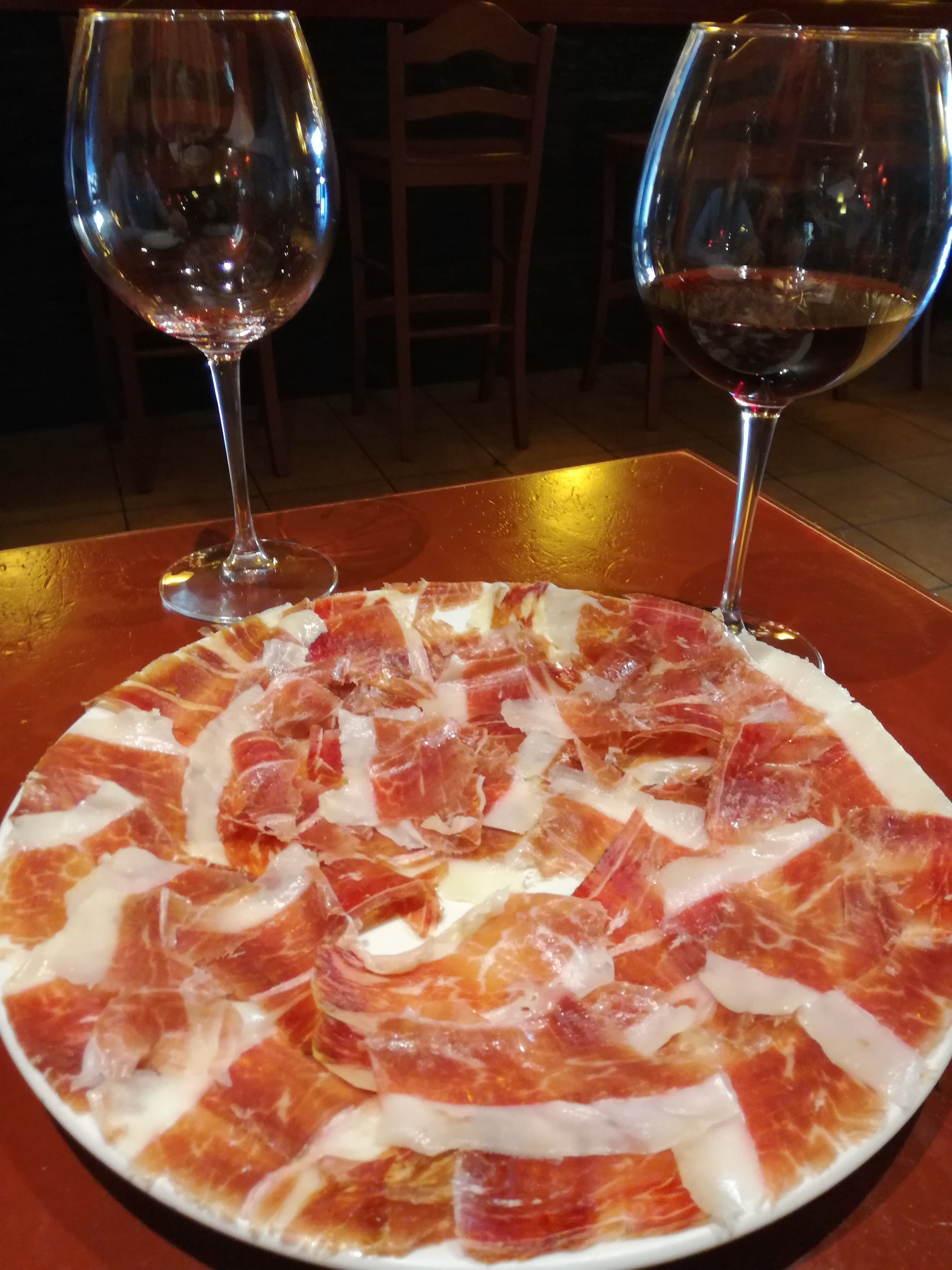
Ibériai sonka és bor
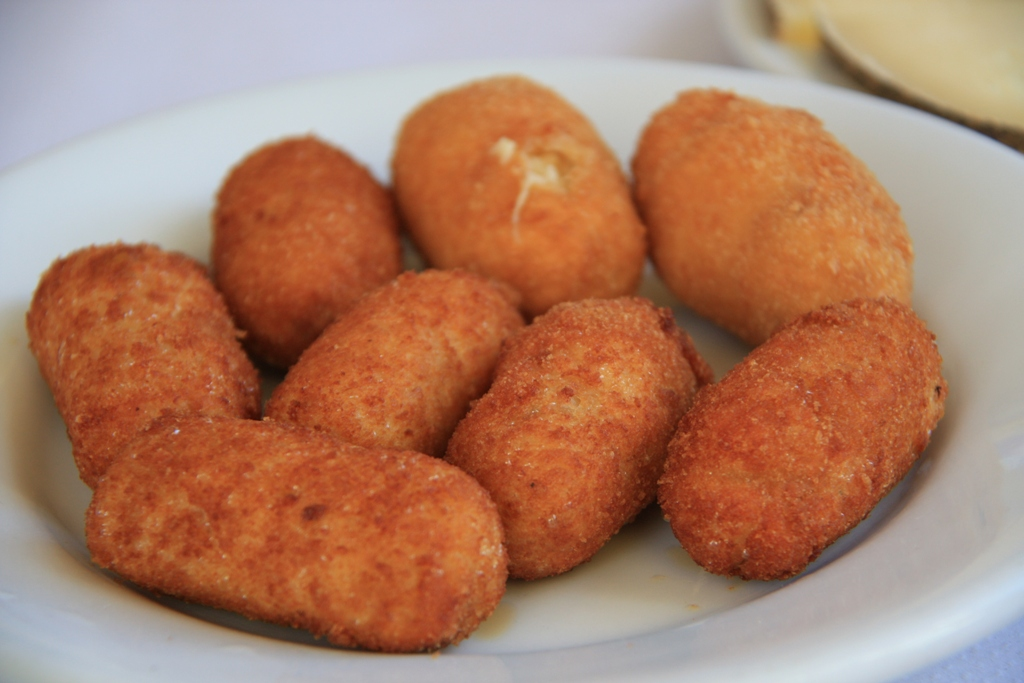
Spanyol krokett
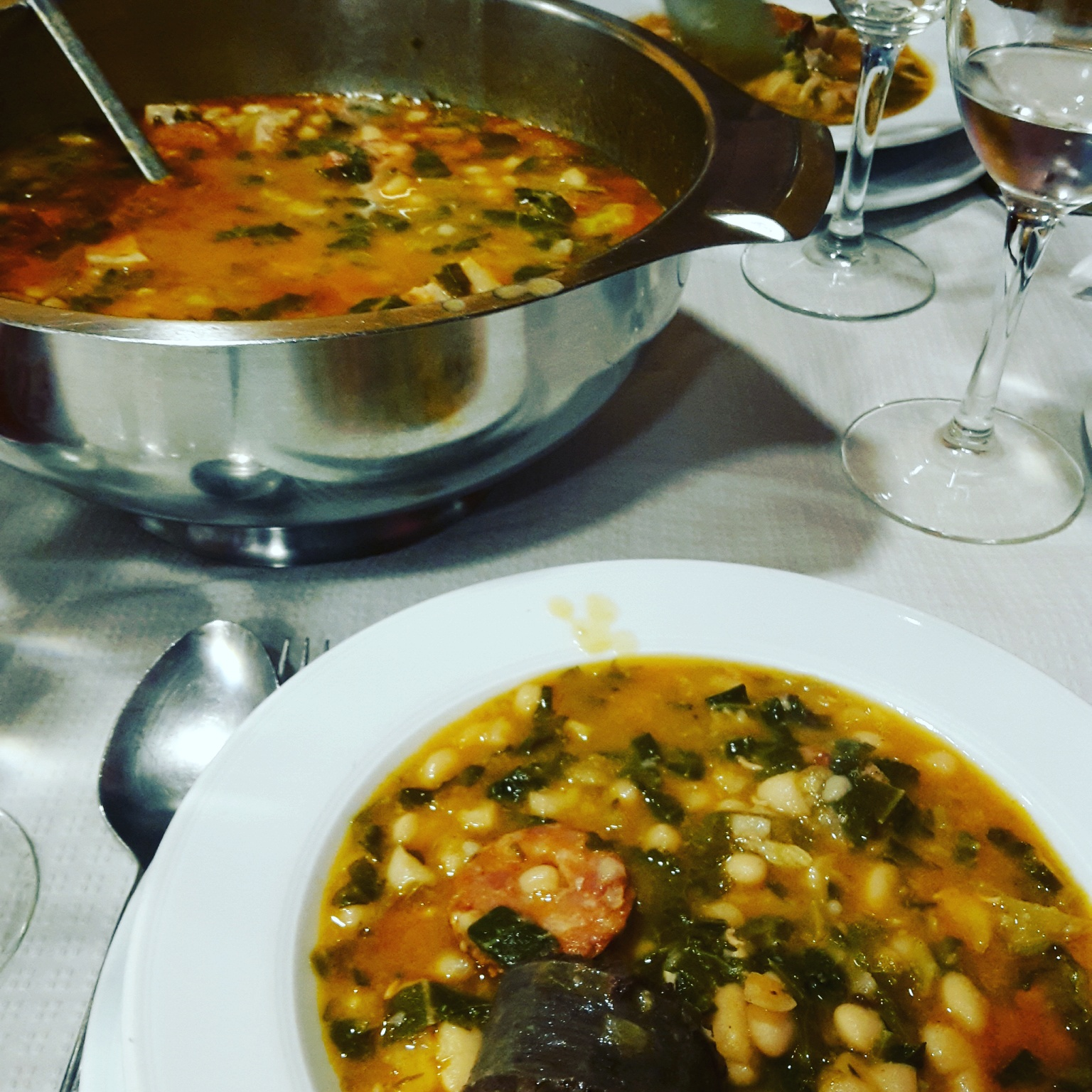
Kantábriai cocido montañés (babpörkölt)
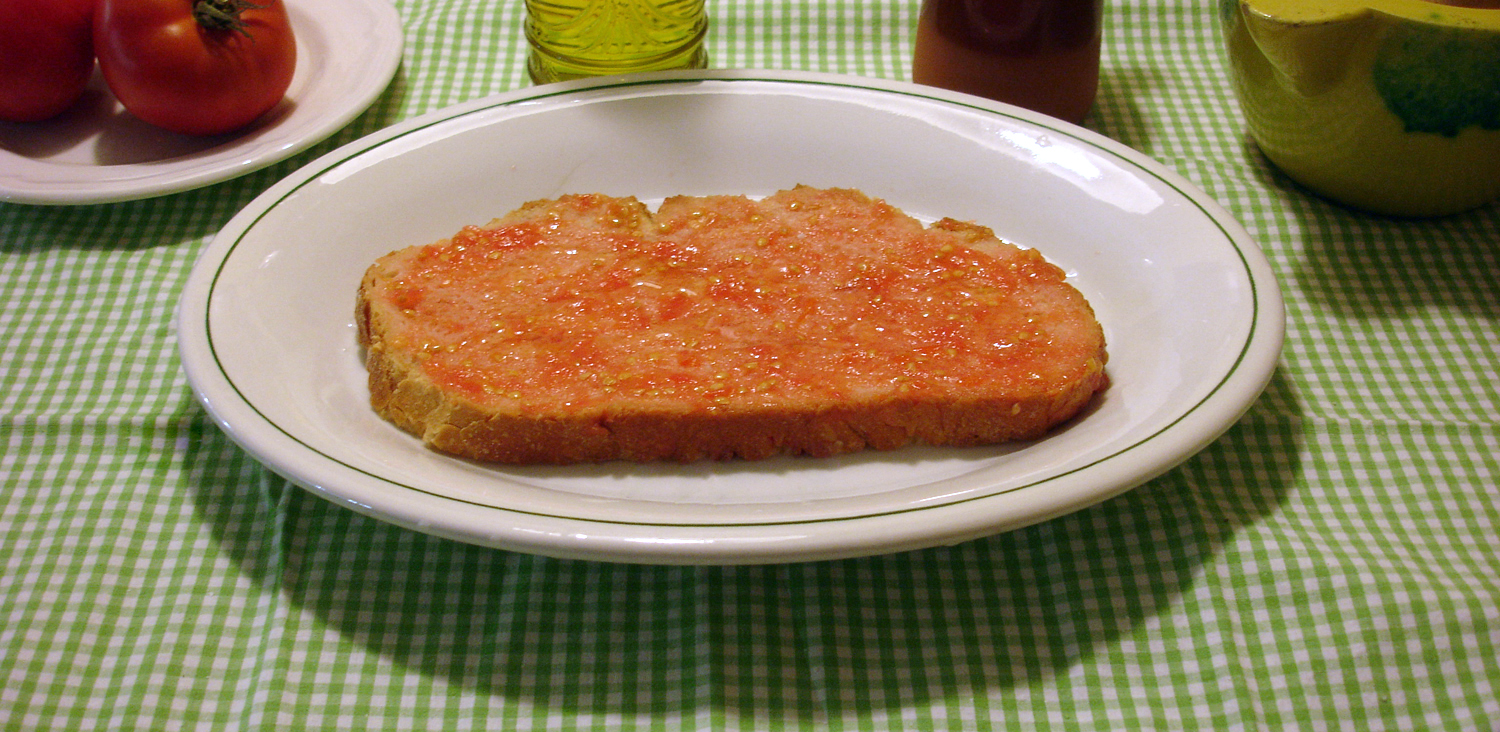
Pa amb tomàquet (paradicsomos kenyér olívaolajjal)

## Társadalom

### Szokások, illemtan
- A spanyolok délután fél kettő és fél öt között fogyasztják el az ebédet, majd a pihenő (szieszta) következik.
- A spanyolok nem szeretnek egyenes "nem"-et mondani, a legerősebb tagadó válaszuk: "Majd meglátjuk!"
- Az emberek általában étteremben látják vendégül a partnereiket. Az otthonukba szóló meghívás a nagyrabecsülés jele és ilyenkor illik a háziasszonynak ajándékot vinni (pl. csokoládé, cukrászsütemény vagy bor, mindez díszcsomagolásban), a gyerekeknek pedig édességet.
- A dáliáról és a krizantémról a halál jut a spanyolok eszébe, nem jó ötlet ilyen virágot vinni a vendéglátónak.
- A vacsora nem tart túl sokáig, de többnyire 10 után ér véget.
- Az étkezések alkalmával először a nőket és az idősebbeket szolgálják ki.
- A tányéron ételt hagyni sértésnek számít, főleg családi vendégségben.
- Ha felnőtt ember jártában (az utcán) eszik, az nagy fokú illetlenség.
- Ha ajándékot kapunk, azonnal bontsuk ki a csomagot.
- Ne bíráljuk a bikaviadalokat, mert a spanyoloknál ez művészetnek számít. Ne firtassuk a magas adókat a vallási kérdéseket, továbbá nem érdemes a családról vagy a II. világháború alatti spanyol semlegességről érdeklődni. Politikai összehasonlításokba sem érdemes belemenni. Kedvelt beszélgetési téma lehet a sport, az utazás, a kultúra, a történelem dicső emlékei. Értékelik, ha a külföldi spanyolul próbál beszélni.
- Beszélgetésnél a szemkontaktus fontos. Ha elmulasztjuk, akkor nem tekintenek minket őszintének és komolynak.
- Az amerikai OK kézjel itt trágárságnak minősül, a felfelé mutatott hüvelykujj pedig a baszk szeparatista mozgalom támogatását jelenti.
- Nem ajánlott ásítozni és nyújtózkodni mások előtt.
- A spanyol partnerünk időnként belevághat a szavunkba, de ez nem modortalanságnak, hanem inkább feszült érdeklődésnek tudható be.
- Ha egy spanyolnak szívességet teszünk, egy életre szóló barátot szerezhetünk magunknak.

## Fordítás
- Ez a szócikk részben vagy egészben  a   Culture of Spain című angol Wikipédia-szócikk fordításán alapul.  Az eredeti cikk szerkesztőit annak laptörténete sorolja fel. Ez a jelzés csupán a megfogalmazás eredetét és a szerzői jogokat jelzi, nem szolgál a cikkben szereplő információk forrásmegjelöléseként.